# Turmhügel Schlosshügel (Seehöflein)
Der Turmhügel Schlosshügel ist eine abgegangene mittelalterliche Turmhügelburg (Motte) unmittelbar östlich des Weilers Seehöflein, eines Ortsteils der Gemeinde Stegaurach im Landkreis Bamberg in Bayern, Deutschland. Er liegt heute in flachem Wiesengelände, östlich des Hauses Waldstraße 6. Über diese Niederungsburg sind keine geschichtlichen oder archäologischen Tatsachen bekannt, sie wird grob auf mittelalterliche Zeitstellung datiert. Da sich der Turmhügel in landwirtschaftlich genutztem Gelände befindet, ist er inzwischen stark beschädigt, teilweise wurde er auch abgetragen. Die Stelle ist als Bodendenkmal Nummer D-4-6131-0001: Mittelalterlicher Turmhügel geschützt.

## Beschreibung
Der Turmhügel liegt in etwa 270 m ü. NN Höhe auf dem östlichsten, spornartigen Ausläufer eines leicht ansteigenden Berges, nur wenige Meter über einer flachen Wiesenniederung. An der Südwest-, der Ost- sowie der Nordostseite war er durch den Eselsgraben gegen Annäherung geschützt.
Das frühere Aussehen der Anlage lässt sich der Katasterblattausgabe von 1847 entnehmen. Demnach hatte der rechteckige Turmhügel die Ausmaße von rund 40 × 30 Meter und wies an seiner Nordwestseite einen sieben bis acht Meter breiten Graben gegen das ansteigende Vorgelände auf. An dieser Seite befand sich auch der frühere Zugang zur Anlage. Die restlichen Seiten zum Eselsgraben hin waren unbefestigt. Bis 1856/57 stand auf dem Turmhügel ein rechteckiges, steinernes Gebäude, das anschließend abgebrochen wurde.
Später wurde der Südostteil des Turmhügels abgebrochen, so dass heute nur noch ein 15 × 30 Meter messender Hügelrest erhalten blieb.